# Brauerei Gebr. Maisel
Brauerei Gebr. Maisel is een Duitse private brouwerij in Bayreuth. De brouwerij is lid van die Freien Brauer.
De brouwerij werd in 1887 opgericht door de broers Hans en Eberhardt Maisel. Ze is sindsdiens in het bezit gebleven van de familie Maisel, hoewel ze in 2001 35% van de aandelen verkocht aan Veltins, maar die werden in 2005 teruggekocht. Jeff Maisel, die de leiding van de brouwerij in 1998 overnam, is de vierde generatie in het familiebedrijf.
De brouwerij is vooral gekend voor haar weizenbier, "Maisel's Weisse". Ze is de vierde grootste brouwerij in Duitsland van weizenbier, met een jaarproductie (in 2009) van 410.000 hectoliter in diverse soorten. Het eerste weizenbier werd in 1955 op de markt gebracht onder de naam "Champagner-Weizen", maar onder druk van de Franse champagneproducenten moest de naam veranderd worden en werd het bier omgedoopt in "Maisel's Weisse".
In het oude brouwerijgebouw is nu een brouwerijmuseum "Maisel's Bier Erlebnis Welt" ingericht.

## Assortiment
Anno 2017 bestaat het assortiment van de brouwerij uit:
- Weizenbieren:
  - Maisel's Weisse Original, 5,2 % alcohol
  - Maisel's Weisse Light, 3,1 %
  - Maisel's Weisse Alkoholfrei (minder dan 0,5 % alcohol)
  - Maisel's Weisse Dunkel, gebrouwen met geroosterd en gekaramelliseerd mout, 5,2 %
  - Maisel's Weisse Kristall, 5,1 %
  - Bayreuther Bio-Weisse, 5,0 %
- Edelhopfen Extra, pilsbier, 4,8 %
- Speciaalbieren "Maisel & Friends":
  - "Session" bieren:
    - Pale Ale
    - IPA
    - Citrilla
    - India Ale
    - Bavaria Ale
    - Choco Porter
    - Dry Stout

  - "Signature" bieren:
    - Stefan's Indian Ale
    - Jeff's Bavarian Ale
    - Marc's Chocolate Bock

  - "Limited" bieren, experimentele en artisanaal in beperkte hoeveelheden gebrouwen craft beers